# Revolución Mexicana, Chiapas
Revolución Mexicana är en ort i Mexiko.   Den ligger i kommunen Mazapa de Madero och delstaten Chiapas, i den sydöstra delen av landet, 900 km sydost om huvudstaden Mexico City. Revolución Mexicana ligger 1 840 meter över havet och antalet invånare är 137.
Terrängen runt Revolución Mexicana är varierad. Runt Revolución Mexicana är det ganska tätbefolkat, med 179 invånare per kvadratkilometer. Närmaste större samhälle är Motozintla de Mendoza, 7,9 km sydväst om Revolución Mexicana. I omgivningarna runt Revolución Mexicana växer huvudsakligen savannskog.